# Langenbruch (Wuppertal)
Langenbruch ist eine Ortslage im Norden der bergischen Großstadt Wuppertal.

## Lage und Beschreibung
Die Ortslage liegt im Süden des Wohnquartiers Dönberg im Stadtbezirk Uellendahl-Katernberg auf einer Höhe von 279 m ü. NHN. Eine Straße Am Langen Bruch führt westlich des Wohnplatzes vorbei, eine Stichstraße führt von dieser zu dem ursprünglichen Wohnplatz.
Benachbarte Orte sind neben Dönberg die Höfe und Ortslagen Bergmannshaus, Gemeinde, Pastorat, Wordenberg, Adamshäuschen, Katzenbruch, Am Hasenkamp, Goldene Kothen, Dauka, Auf’m Hagen, Am Neuen Haus und In der Sonne.

## Etymologie und Geschichte
Bruch ist eine gängige Bezeichnung für ein sumpfiges, wässeriges Gebiet. In der lokalen Mundart wurde der Ort auch als Langenbrook bezeichnet.
Im 19. Jahrhundert gehörte Langenbruch zu den Außenortschaften der Bauerschaft und der Kirchengemeinde Dönberg in der Bürgermeisterei Hardenberg, die 1935 in Neviges umbenannt wurde. Damit gehörte es von 1816 bis 1861 zum Kreis Elberfeld und ab 1861 zum alten Kreis Mettmann. 
Der Ort ist auf der Topographischen Aufnahme der Rheinlande von 1824 eingezeichnet. Auf der Preußischen Uraufnahme von 1843 ist der Ort als Langenbroich beschriftet, auf dem Wuppertaler Stadtplan von 1930 mit Langenbruch. Adressbücher von 1935 bis 1954/55 nennen die Schreibweise Am Langenbruch, danach wechselte der Straßenname zu Am Langen Bruch.
Im Gemeindelexikon für die Provinz Rheinland von 1888 werden ein Wohnhaus mit vier Einwohnern angegeben.
Mit der Kommunalreform von 1929 wurde der südliche Teil Dönbergs von Neviges abgespalten und mit weiteren, außerhalb von Dönberg liegenden Nevigeser Ortschaften in die neu gegründete Stadt Wuppertal eingemeindet, so auch Langenbruch. Nördlich von Langenbruch verlief bis 1975 die Stadtgrenze zwischen Wuppertal und Neviges, südlich davon bis 1929 die von Neviges zu Elberfeld. Durch die nordrhein-westfälische Gebietsreform kam Neviges mit Beginn des Jahres 1975 zur Stadt Velbert und das restliche Dönberg wurde ebenfalls in Wuppertal eingemeindet. Dadurch verlor Langenbruch seine Grenzlage.